# 海梅城堡

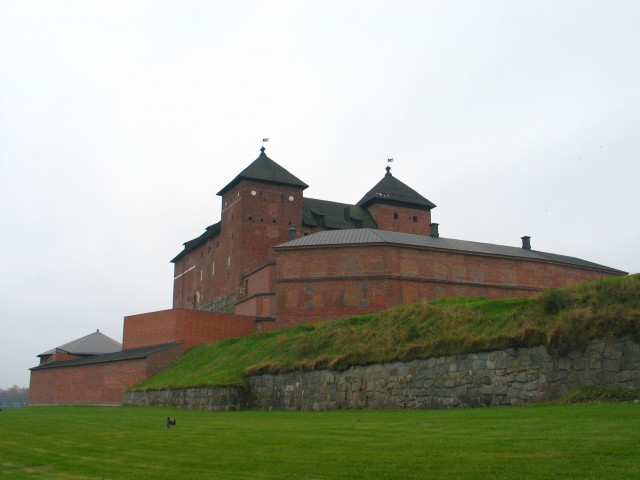
海梅城堡

海梅城堡（芬蘭語：Hämeen linna）是位於芬蘭城市海門林納的一座城堡建築。海梅城堡始建於1260年，最初是北方十字軍遠征時為了對抗芬蘭人而修建。1270年至1300年期間，城堡進行了加固。現在的海梅城堡是一座哥特式建築。自1988年以來，海梅城堡就是一座博物館。